# Río-Bobo-Stausee
Der Río-Bobo-Stausee (Spanisch: Embalse del Río Bobo) ist ein Stausee im Departamento de Nariño, Kolumbien. Der Stausee wurde 1956 gebaut, liegt 2980 Meter über dem Meeresspiegel und ist 2,1 Quadratkilometer groß.
Der Stausee liegt inmitten eines Waldreservats und wird von der Tourismusdirektion von Nariño („Dirección de Turismo de Nariño“) für Ökotourismus angepriesen. Verwaltet wird die touristische Infrastruktur von der Asociacion Ecoturistica Agroambiental La Represa Del Rio Bobo.